# Snow Hill, North Carolina

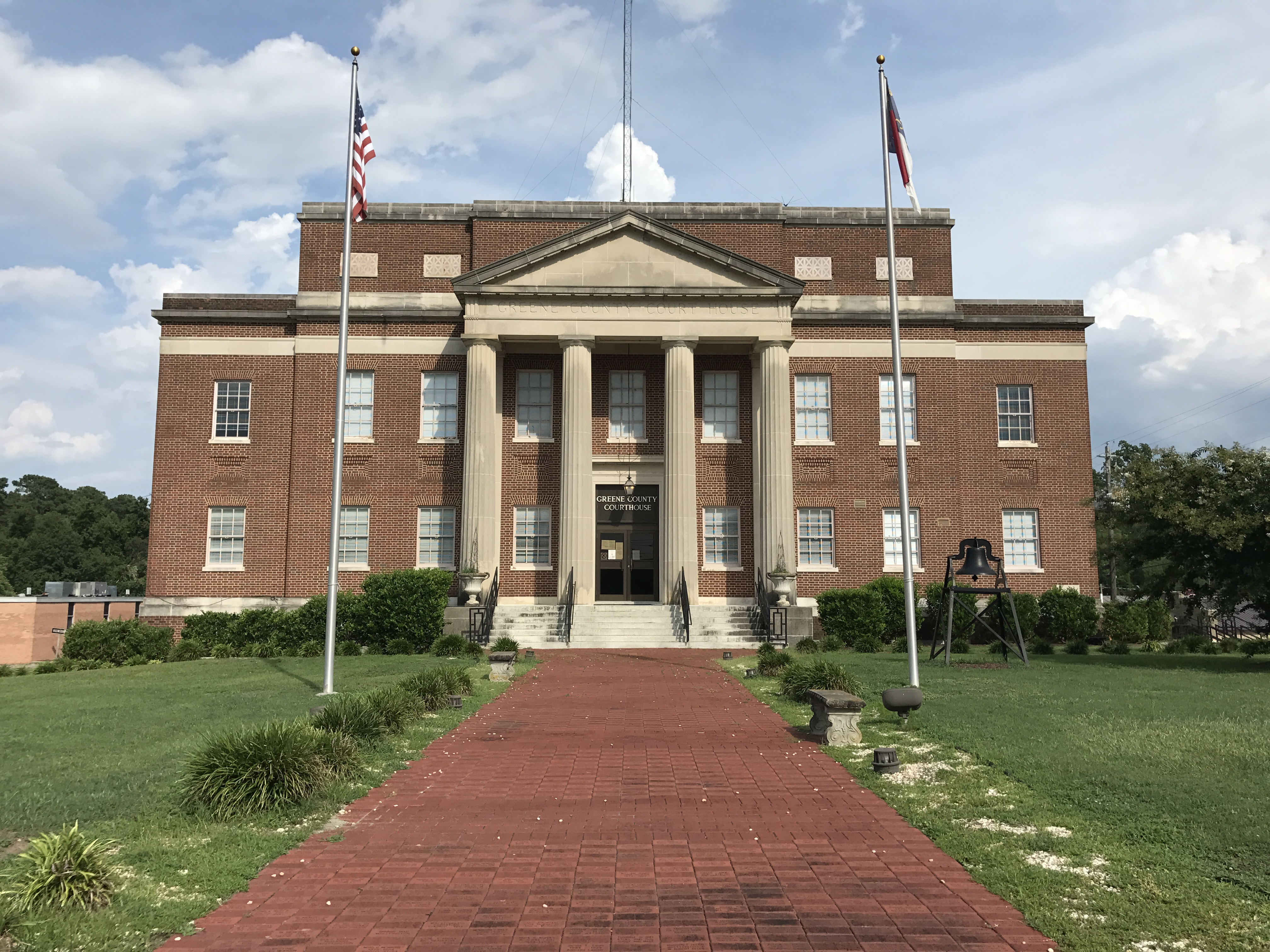
Greene Countys domstolshus i Snow Hill.

Snow Hill är en småstad (town) i den amerikanska delstaten North Carolina med en yta av 3 km² och en folkmängd, som uppgår till 1 564 invånare (2008). Snow Hill är administrativ huvudort i Greene County, North Carolina.